# Microthamnium imbricatulum
Microthamnium imbricatulum là một loài Rêu trong họ Hypnaceae. Loài này được (Cardot) Broth. mô tả khoa học đầu tiên năm 1925.